# Кеймбридж-Бей
Кеймбридж-Бей (англ. Cambridge Bay) — селение, расположенное на южном побережье острова Виктория в регионе Китикмеот территории Нунавут, Канада. Численность населения — 1760 чел. (2021). Преобладающие языки — эскимосский и английский. 80 % населения — эскимосы.
Кеймбридж-Бей назван в честь принца Адольфа, герцога Кембриджского. Традиционное название деревни на эскимосском языке — Ikaluktuutiak (по старой орфографии) или Iqaluktuttiaq (по новой орфографии), что в переводе на русский язык означает «хорошее место для рыбалки». Кеймбридж-Бей — важный транспортный и административный центр региона Китикмеот, служащий обычной остановкой для пассажирских и исследовательских судов, пересекающих Северо-Западный проход.
Местность, в которой расположено селение, считается традиционным местом охоты и рыболовства для коренных жителей. Особую ценность представляют карибу, арктический голец, озёрная форель и тюлени. В районе имеется большое количество мест, представляющих интерес для археологов. К востоку от Кеймбридж-Бей находится Овайокский парк. Кроме того, селение имеет важное историческое значение: оно было последним местом стоянки экспедиционного судна Руала Амундсена — «Мод».
В 1920-х годах Кеймбридж-Бей служил аванпостом «Компании Гудзонова залива». В годы Второй мировой войны недалеко от прежнего местонахождения селения была построена башня «LORAN», которая используется в качестве приводной радиостанции, а в 1955 году — одно из сооружений американо-канадской системы дальнего радиолокационного обнаружения (линии «Дью»). Военное присутствие наложило сильный отпечаток на экономику и занятия местных жителей, и послужило причиной основания Кеймбридж-Бея.